# Beça
Beça es una freguesia portuguesa del concelho de Boticas, con 30,01 km² de superficie y 1.031 habitantes (2001). Su densidad de población es de 34,4 hab/km².